# 福安站 (台灣)
24°10′44″N 120°37′26″E / 24.17889°N 120.62389°E
福安站是位於臺灣臺中市西屯區的臺灣大道幹線公車站。2014年8月17日啟用時，為台中BRT藍線車站，2015年7月8日轉型為臺灣大道幹線公車站。

第二月台欄杆尚未拆除之意象

## 車站歷史
- 2014年8月17日：正式啟用。
- 2015年7月8日：臺中市快捷巴士系統廢除後，原藍線車站改為臺中市公車臺灣大道幹線的公車站，有臺中市公車300路、301路、302路、303路、304路、305路、306路、307路、308路停靠本站。[1]
- 2017年5月26日：增停機場接駁公車A2路。[2]
- 2017年7月7日：增停309路公車。[3] [4]

## 車站概要
車站位於臺灣大道四段與安和路口交界地面，於2014年8月17日正式啟用。車站分為兩座地面車站，與BRT專用車道同建於臺灣大道四段兩側的快、慢車道之間，設置單向出口。

## 車站結構

### 車站車道配置
| 慢車道           | 臺灣大道四段                                |
| 側式月台（西行） |                                             |
| 公車專用車道     | ← 駛往靜宜大學方向（中港新城）              |
| 快車道           | 臺灣大道四段                                |
| 快車道           | 臺灣大道四段                                |
| 公車專用車道     | →駛往臺中火車站方向，至秋紅谷前均無專用道 → |
| 側式月台（東行） |                                             |
| 慢車道           | 臺灣大道四段                                |

### 車站出入口
福安站為兩座地面車站，單向共1處出口，雙向共2處。
- 東行站（往臺中火車站方向）出口設置位置：臺灣大道四段安和路口。
- 西行站（往靜宜大學方向）出口設置位置：臺灣大道四段安和路口。

## 車站週邊
- 裕元花園酒店
- 統聯客運中港轉運站
- 福華大飯店

## 慢車道公車轉乘資訊
- 福安里（臺灣大道）：28、48、49、60、63、69、73、75、77、79、81、155副、161、323、324、325、326
- 統聯轉運站：28、48、49、60、63、69、73、75、77、79、81、155副、323、324、325、326、351、356、658
- 安和臺灣大道口：27、155副、351、356、357

## 腳註
1. ↑  公共運輸處於6月18日公佈優化公車專用道9條公車路線圖 （页面存档备份，存于），臺中市交通局，2015-06-22
2. ↑  .   [2017-07-09]. （原始内容存档于2017-07-03）.
3. ↑  .   [2017-07-09]. （原始内容存档于2017-07-07）.
4. ↑  .   [2017-07-09]. （原始内容存档于2017-07-20）.
5. ↑  . 臺中市政府新聞局. 2014-08-15  [2014-09-01] （中文（臺灣））.[]
6. ↑  . 技師好康報. 2013年10月17日  [2014-09-01]. （原始内容存档于2017-03-21） （中文（臺灣））.